# Brunoy
Brunoy – miejscowość i gmina we Francji, w regionie Île-de-France, w departamencie Essonne.
Według danych na rok 1990 gminę zamieszkiwało 24 468 osób, a gęstość zaludnienia wynosiła 3696 osób/km² (wśród 1287 gmin regionu Île-de-France Brunoy plasuje się na 112. miejscu pod względem liczby ludności, natomiast pod względem powierzchni na miejscu 572.).

## Współpraca
- Reigate and Banstead, Wielka Brytania